# 和合インターチェンジ

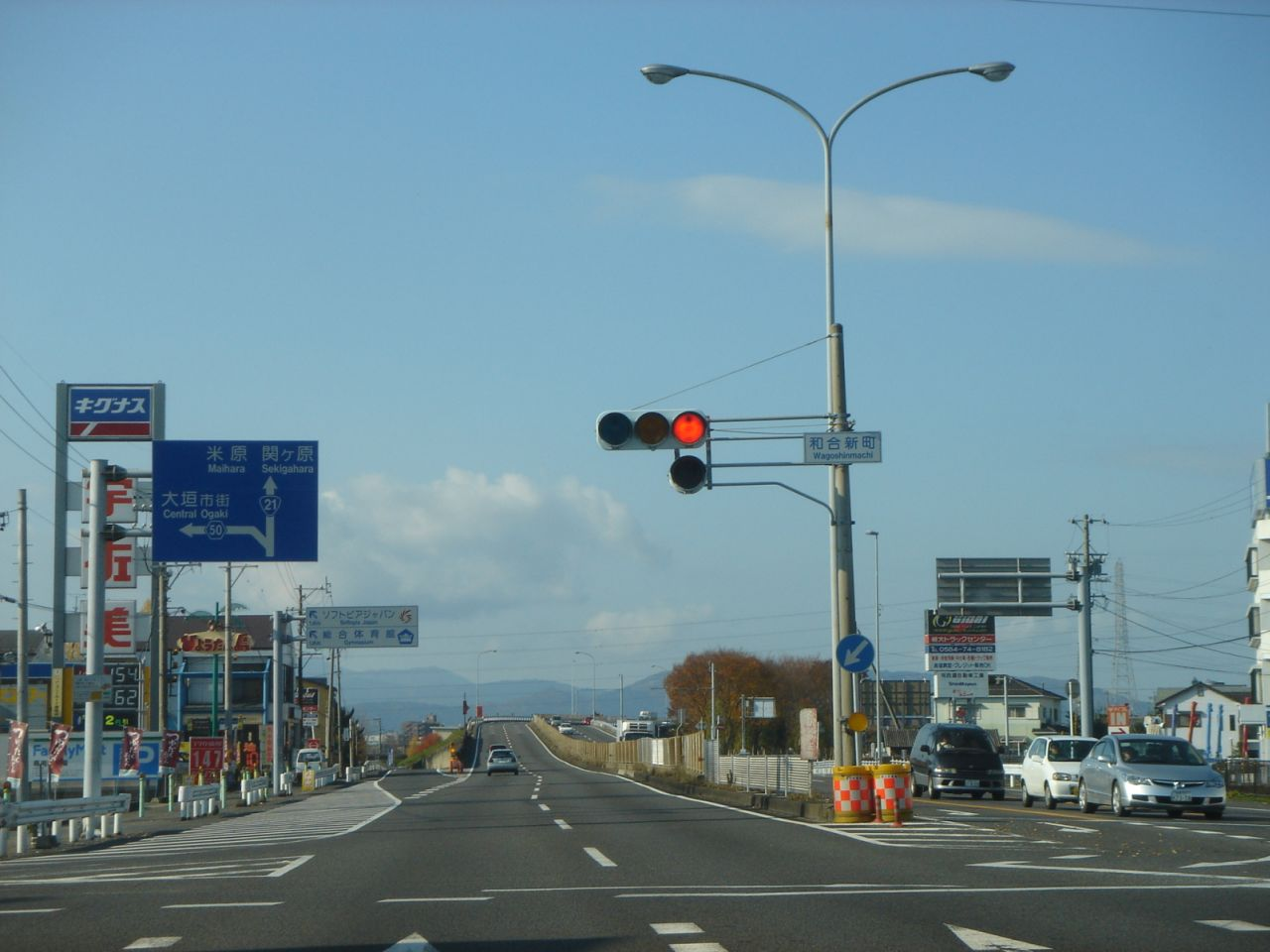
インター手前の東側より撮影（2007年）

和合インターチェンジ（わごうインターチェンジ）は、岐阜県大垣市和合本町にある国道21号（岐大バイパス）のインターチェンジである。
岐阜県道50号大垣環状線に接続する。

## 概要
1974年（昭和49年）頃、岐大バイパス（大垣地区）暫定開通当初に設置されたインターチェンジである。
大垣市東部に位置する。国道21号より大垣環状線を経由して、大垣市街地、大垣市南部方面への利用者が多い。国道21号東側（岐阜市方面）からの出入り口は平面、国道21号西側（垂井町方面）からの出入り口は高架となっている。これは当インターチェンジの西側で国道21号がJR東海道本線を跨いでいるためである。
すぐ東の「和合新町」交差点は、和合インターチェンジの大垣環状線から国道21号（岐阜方面）の合流点に近い。そのため、信号の影響でスムーズな合流が難しく、合流時に追突事故や接触事故が多発する。

## 周辺
- ソフトピアジャパン
- 樽見鉄道樽見線 東大垣駅
- 大垣市総合体育館
- 岐阜県立大垣商業高等学校
- 加賀野名水公園
- 大垣市立小野小学校
- 揖斐川橋